# Winfried Beck
Winfried Beck (* 2. Juni 1943 in Brettheim) ist ein deutscher Arzt (Facharzt für Orthopädie) mit langjährigem Engagement in der Gesundheitspolitik.

## Leben
Beck studierte Medizin an den Universitäten von Frankfurt am Main und Heidelberg. Sein Staatsexamen bestand er 1968. Im gleichen Jahr erfolgte seine Promotion mit der Dissertation Die Discographie der Zwischenwirbelscheiben am Berufsgenossenschaftlichen Unfallkrankenhaus Frankfurt am Main. 1968–1977 war er Klinikarzt. 1975 erfolgte die Anerkennung als Facharzt für Orthopädie. Von 1977 bis 2002 praktizierte er in einer Praxisgemeinschaft für Orthopädie in Frankfurt am Main. Seit 2002 ist Beck als Medizinischer Sachverständiger bei den Sozialgerichten zugelassen. Von 2002 bis 2010 beteiligte er sich am Institut für Arbeitsmedizin des Klinikums der J.W.Goethe-Universität in Frankfurt am Main an Forschungsarbeiten zu Berufskrankheiten des Stütz- und Bewegungsapparats.

## Politische Laufbahn
Seit 1972 ist Beck Vorstandsmitglied der Fachgruppe Bund gewerkschaftlicher Ärzte (BgÄ) innerhalb der Gewerkschaft ÖTV, Bezirk Frankfurt am Main. 1976–1990 war er stellvertretender Kreisvorsitzender der Vereinigung der Verfolgten des Naziregimes – Bund der Antifaschistinnen und Antifaschisten (VVN–BdA). 1976 war Beck Gründungsmitglied der Liste demokratischer Ärztinnen und Ärzte Hessen und bis 1996 deren Spitzenkandidat bei den Wahlen zur Landesärztekammer Hessen (LÄKH). In dieser Funktion war er 1976–1996 Delegierter in der Landesärztekammer und auf Deutschen Ärztetagen. Beck war Gründungsmitglied des Ausschusses Umwelt und Medizin der LÄKH. Die bundesweite Arbeitsgemeinschaft Listen demokratischer Ärzte wurde von ihm koordiniert. 1985 war er Gründungsmitglied des Vereins demokratischer Ärzt*innen (vdää*) und 1985–2003 dessen Vorsitzender. Seither ist er Mitglied im erweiterten Vorstand des vdää.
1988 besuchte Beck auf Einladung des ANC die Republik Südafrika. Als Vorsitzender des vdää organisierte er gemeinsam mit der National Medical and Dental Association of South-Africa (NAMDA) Kampagnen gegen die Apartheid.
Inhaltliche Schwerpunkte seiner politischen Arbeit sind:
Opposition gegen ärztliche Standespolitik, Menschenrechtsfragen aus ärztlicher Sicht, Missbrauch der Medizin, Patientenrechte, Umweltmedizin, Ökonomisierung der Medizin, Pharmakritik.

## Wichtigste Schriften
- Beck, Winfried/ Elsner, Gine/ Mausbach, Hans (Hrsg.): Pax medica: Stationen ärztlichen Friedensengagements und Verirrungen ärztlichen Militarismus. VAS Verlag, Hamburg 1986, ISBN 3-87975-371-7.
- Ärzteopposition. Jungjohann Verlag, München 1987, ISBN 3-88454-004-1.
- Zwischenzeiten. Argument-Verlag, Hamburg 1998, ISBN 3-88619-809-X.
- Nicht standesgemäß. VAS Verlag, Frankfurt am Main 2003, ISBN 3-88864-375-9.